# Mount Calvary
Mount Calvary ist eine Gemeinde (mit dem Status „Village“) im Fond du Lac County im US-amerikanischen Bundesstaat Wisconsin. Im Jahr 2010 hatte Mount Calvary 762 Einwohner.
Mount Calvary ist Bestandteil der Metropolregion Fond du Lac, WI Metropolitan Statistical Area.

## Geografie
Mount Calvary liegt im mittleren Südosten Wisconsins am oberen Milwaukee River, rund 40 km westlich des Michigansees. Die geografischen Koordinaten von Mount Calvary sind 43°49'35" nördlicher Breite und 88°14'46" westlicher Länge. Das Gemeindegebiet erstreckt sich über eine Fläche von 2,72 km² und wird vollständig von der Town of Marshfield umgeben, ohne dieser anzugehören.
Nachbarorte von Mount Calvary sind New Holstein (26,6 km nordöstlich), Kiel (25,8 km in der gleichen Richtung), St. Cloud (8,9 km östlich), Elkhart Lake (22,8 km in der gleichen Richtung), Eden (24,1 km südsüdwestlich), Fond du Lac (22,4 km westsüdwestlich), Johnsburg (8,2 km nordnordwestlich) und (13 km in der gleichen Richtung).
Die nächstgelegenen größeren Städte sind Green Bay am Michigansee (89,1 km nördlich), Wisconsins größte Stadt Milwaukee (114 km südsüdöstlich), Chicago in Illinois (251 km in der gleichen Richtung), Rockford in Illinois (230 km südsüdwestlich) und Wisconsins Hauptstadt Madison (142 km südwestlich).

## Verkehr
Etwa 3 km südlich verläuft der Wisconsin State Highway 23 in West-Ost-Richtung. Im Zentrum von Mount Calvary treffen die County Highways W und CCC zusammen. Alle weiteren Straßen sind untergeordnete Landstraßen, teils unbefestigte Fahrwege sowie innerörtliche Verbindungsstraßen.
Mit dem Fond du Lac County Airport befindet sich 25,6 km westsüdwestlich ein kleiner Flugplatz. Der nächste Großflughafen ist der Milwaukee Mitchell International Airport in Milwaukee (112 Kilometer südsüdöstlich).

## Bevölkerung
Nach der Volkszählung im Jahr 2010 lebten in Mount Calvary 762 Menschen in 201 Haushalten. Die Bevölkerungsdichte betrug 280,1 Einwohner pro Quadratkilometer. In den 201 Haushalten lebten statistisch je 2,59 Personen. 
Ethnisch betrachtet setzte sich die Bevölkerung zusammen aus 83,6 Prozent Weißen, 1,3 Prozent Afroamerikanern, 1,0 Prozent amerikanischen Ureinwohnern, 8,3 Prozent Asiaten sowie 5,2 Prozent aus anderen ethnischen Gruppen; 0,5 Prozent stammten von zwei oder mehr Ethnien ab. Unabhängig von der ethnischen Zugehörigkeit waren 10,9 Prozent der Bevölkerung spanischer oder lateinamerikanischer Abstammung. 
39,6 Prozent der Bevölkerung waren unter 18 Jahre alt, 44,3 Prozent waren zwischen 18 und 64 und 16,1 Prozent waren 65 Jahre oder älter. 36,5 Prozent der Bevölkerung war weiblich.
Das mittlere jährliche Einkommen eines Haushalts lag bei 59.375 USD. Das Pro-Kopf-Einkommen betrug 23.841 USD. 10,5 Prozent der Einwohner lebten unterhalb der Armutsgrenze.

## Bildung
In Mount Calvary befindet sich die St. Lawrence Seminary High School, eine vom Kapuzinerorden betriebene katholische Jungenschule.